# Національний дослідницький університет Росії
Національний дослідницький університет Росії (НДУ) — статус, який надається на конкурсній основі університетам Російській Федерації. Поза конкурсом за указом Президента РФ цей статус було надано першим двом університетам: (Національний дослідницький ядерний університет «МІФІ») і МІСіС (Національний дослідний технологічний університет). Статус встановлюється строком на 10 років.

## Конкурс
Конкурс проводиться міністерством освіти і науки РФ. Для того, щоб університет отримав статус національного дослідницького, він повинен відповідати певним вимогам. За словами конкурсної комісії під час конкурсного відбору до уваги бралися такі фактори як сучасний стан і динаміка розвитку університету, його кадровий потенціал, інфраструктура освітнього процесу та наукових досліджень, ефективність освітньої та науково-інноваційної діяльності, свідчення міжнародного і національного визнання, якість, обґрунтованість і очікувана результативність представленої програми. Метою конкурсу був відбір університетів, які могли б не тільки організувати ефективний процес навчання, а й провести його інтеграцію з науковими дослідженнями, проведеними в тому ж університеті.

## Позбавлення статусу
Передбачається, що вузи повинні регулярно звітувати про реалізацію програми національного дослідницького університету. У разі якщо хід виконання програми буде визнано неефективним, статус може бути відкликаний.

## Історія
Старт проекту національних дослідницьких університетів було дано 7 жовтня 2008 року указом Президента РФ «Про реалізацію пілотного проекту щодо створення національних дослідницьких університетів». У цьому ж указі статус поза конкурсом був наданий двом університетам: МІФІ (Національний дослідницький ядерний університет) і МІСіС (Національний дослідний технологічний університет).
13 липня 2009 року вийшла постанова Уряду РФ про проведення відкритого конкурсу серед університетів Російської Федерації на отримання статусу НДУ, і 31 липня конкурс був офіційно оголошений. Було подано 110 заявок, з яких спочатку було визначено 28 фіналістів, з яких шляхом голосування членів конкурсної комісії 17 жовтня було визначено 12 університетів-переможців, які отримали статус.
5 лютого 2010 року видано наказ про проведення другого конкурсу. На цей конкурс було прийнято 128 заявок, з яких у фінал було відібрано 32. Після обговорення і голосування конкурсної комісії 26 квітня 2010 року статус НДУ одержали ще 15 університетів, відповідний список був затверджений урядом 20 травня 2010.

## Список
- Національний дослідницький технологічний університет (Московський державний інститут сталі і сплавів)
- Національний дослідницький ядерний університет «МІФІ»
- Бєлгородський державний університет
- Національний дослідницький університет «Вища школа економіки»
- Іркутський державний технічний університет
- Казанський державний технічний університет імені Туполєва
- Казанський державний технологічний університет
- Мордовський державний університет імені М. П. Огарьова
- Московський авіаційний інститут (державний технічний університет)
- Московський державний інститут електронної техніки (МІЕТ)
- Московський державний будівельний університет (МДБУ)
- Московський державний технічний університет імені М. Е. Баумана
- Московський фізико-технічний інститут (державний університет)
- Московський енергетичний інститут (технічний університет)
- Нижньогородський державний університет імені М. І. Лобачевського
- Новосибірський державний університет
- Пермський державний університет
- Пермський державний технічний університет
- Російський державний медичний університет імені М. І. Пирогова
- Російський державний університет нафти і газу імені І. М. Губкіна
- Самарський державний аерокосмічний університет імені С. П. Корольова
- Санкт-Петербурзький гірничий університет (технічний університет)
- Санкт-Петербурзький політехнічний університет Петра Великого
- Санкт-Петербурзький національний дослідницький університет інформаційних технологій, механіки та оптики
- Установа Російської Академії наук Санкт-Петербурзький академічний університет — науково-освітній центр нанотехнологій РАН
- Саратовський державний університет імені Чернишевського
- Томський політехнічний університет
- Томський державний університет
- Південно-Уральський державний університет